# Euchromia shortlandica
Euchromia shortlandica är en fjärilsart som beskrevs av Swinhoe 1905. Euchromia shortlandica ingår i släktet Euchromia och familjen björnspinnare. Inga underarter finns listade i Catalogue of Life.